# DR (mediální společnost)
DR, do roku 1996 známá pod názvem Danmarks Radio, je dánská národní vysílací společnost, která byla založena v roce 1925 a dnes je nejstarším a největším poskytovatelem sdělovacích prostředků v Dánsku. Je jednou z 23 rozhlasových společností, které založily v roce 1950 Evropskou vysílací unii.

## Historie
Společnost byla založena 1. dubna 1925 pod názvem Radioordningen, v roce 1926 byl název změněn na Statsradiofonien a od roku 1959 se používá současný název Danmarks Radio. Zkratka DR se v oficiálních dokumentech používá od roku 2000.
Během německé okupace Dánska v druhé světové válce bylo za zvlášť drsných podmínek od srpna 1943 rozhlasové vysílání cenzurováno. Mnoho Dánů se obrátilo na BBC, které vysílala i dánsky nebo na nezákonný tisk, stejně jako švédská rádia v letech 1944-1945.
Druhá rozhlasová stanice DR P2 začala s vysíláním v roce 1951, následovala DR P3 v roce 1963. Experimentální televizní vysílání započalo v roce 1949, od roku 1951 bylo dostupné pravidelné vysílání a v roce 1954 se diváci dočkali i denních programů. Barevné vysílání bylo zahájeno v březnu 1967.
Nadvládá společnosti trvala až do roku 1988, kdy bylo zahájeno vysílání dánské TV 2.
Druhý televizní kanál DR2 byl uveden do provozu v srpnu 1996. Dne 7. června 2007 vysílatel zprovoznil celodenní zpravodajský kanál DR Update.
V roce 2013 společnost představila nové logo, ve kterém se bílá písmena D a R objevují na černém pozadí. Nové logo se však používá pouze pro některé z rozhlasových a televizních stanic, jde například o rozhlasovou stanici DR P3, jakož i nově zavedené televizní kanály DR3 (vysílání od 28. ledna 2013, nahradil DR HD) a DR Ultra (vysílání od 4. března 2013, nahradil DR Update).

## Rozhlasové stanice

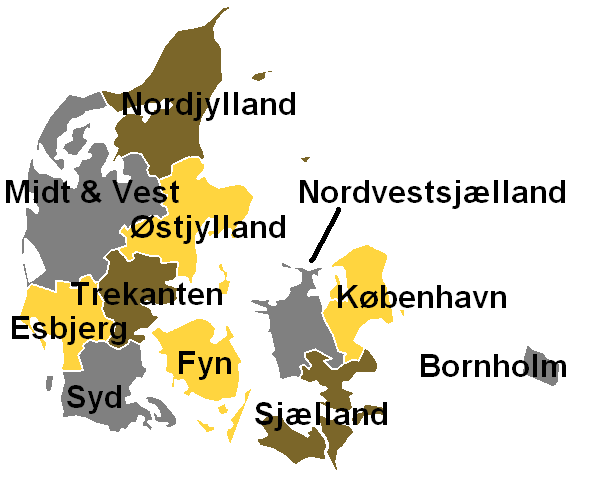
Mapa ukazující 11 regionů P4.

Společnost provozuje 10 rozhlasových kanálů, pouze 1 na FM (regionální rádio DR P4), 3 na FM i DAB, 6 na DAB.
- DR P1 nabízí věcné pořady, zprávy, diskuse a debaty o veřejných záležitostech, společnosti a komunitách, plus zprávy do hloubky.

- DR P2 vysílá klasickou hudbu, operu, jazz, rozhlasové hry a pokrývá i další umělecké akce a představení.

- DR P3 nabízí populární zábavné pořady, hodinu a půl dlouhé zpravodajství. Pokrývá i významné sportovní události.

- DR P4 je nejpopulárnější rozhlasové stanice DR. Vysílá v 11 regionálních verzích, míchá populární hudbu s vnitrostátními a místními zprávami. Nabízí také službu Traffic Message Channel. Vysílání na FM a internetu, zatímco pouze národní verze P4 Danmark je vysílána na DAB.

- DR P5 se zaměřuje na starší hudbu z 50. a 60 let, kterou někdy mísí s nějakou novější hudbou, na DAB.

- DR P6 Beat do hloubky nabízí undergroundovou a populární hudební scénu, na DAB.

- DR P7 Mix se zaměřuje na populární hity spolu s prodlouženými maratony v souvislosti s konkrétními tématy, na DAB.

- DR P8 Jazz je v síti DAB.

- DR Ramasjang je pro děti v rozpětí 3 až 6 lety, na DAB. Vysílání na kanále bylo započato v listopadu 2009.

- DR Mama se zaměřuje na teenagery, na DAB.

První pokusy s DAB byly prováděny v roce 1995, s osmi kanály oficiálně spuštěnými v říjnu 2002. Sestavy kanálu DAB se v průběhu let změnila a od srpna 2011 vysílá 7 různých DAB kanálů, včetně čtyř kanálů na FM. Klasické FM vysílače pracují ve 3 celostátních kmitočtových sítích a vysílají P1, P2, P3 a P4, přičemž P1 a P2 se střídají v čase.
Střední vlny DR opustil v roce 2011, dlouhá vlna vysílá z Kalundborgu na 243 kHz cca 4x denně především zprávy a předpověď počasí (tu v 05:45, 08:45, 11:45 a 17:45 místního času).

## Televizní stanice
První dánský televizní kanál začal vysílat dne 2. října 1951. Od zavedení kanál DR2, 30. srpna 1996, již nese současný název DR1.
DR2 byla ve svých začátcích známá jako den hemmelige kanal, v překladu tajemný kanál, protože při zahájení jeho vysílání na celostátní úrovni měl signál nedostatečné pokrytí a pro 40 % diváků stanice „nebyla vidět“. Jeho raný obsah byl také poměrně úzký. Nicméně se v nedávné době stala jedním z nejsilnějších značek společnosti a při několika příležitostech získal více diváků než TV 3. DR2 se tradičně specializuje na kulturní programy, satirická komedie, hloubkové zpravodajské pořady, dokumentární filmy, a týdenní temalørdag.
Dne 1. listopadu 2009 společnost představila tři nové kanály
- DR Ramasjang je dětský kanál, který vysílá programy pro děti mezi 3 až 10 roky od 6 hodin ráno do 20 hodin.
- DR K je kulturní a historický kanál, který pokývá několik témat, například umění, kulturu, historii, hudbu, design, architekturu, módu. Od 4:00 do 12:00.
- DR HD je prvním dánským free-to-air kanálem s vysokým rozlišením, které vysílá úspěšné pořady ostatních kanálů DR jen v HD. Její vysílání bylo zahájeno 1. listopadu 2009 a ukončeno 28. ledna 2013, na jeho místo nastoupila stanice DR3.

DR nabízí živé přenosy DR1, DR2, DR Ramasjang, DR HD, DR K a DR Update. Společnost hostila Eurovision Song Contest v roce 1964, 2001 a 2014.

## Vývoj loga

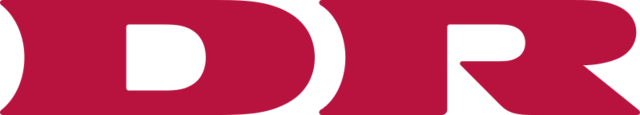
1996–2005
2005–2009
Od roku 2013